# Boyarka
Boyarka  (ucraniano: Боярка) es una localidad del Raión de Podilsk en el Óblast de Odesa de Ucrania. Según el censo de 2001, tiene una población de 289 habitantes.